# Celluloide

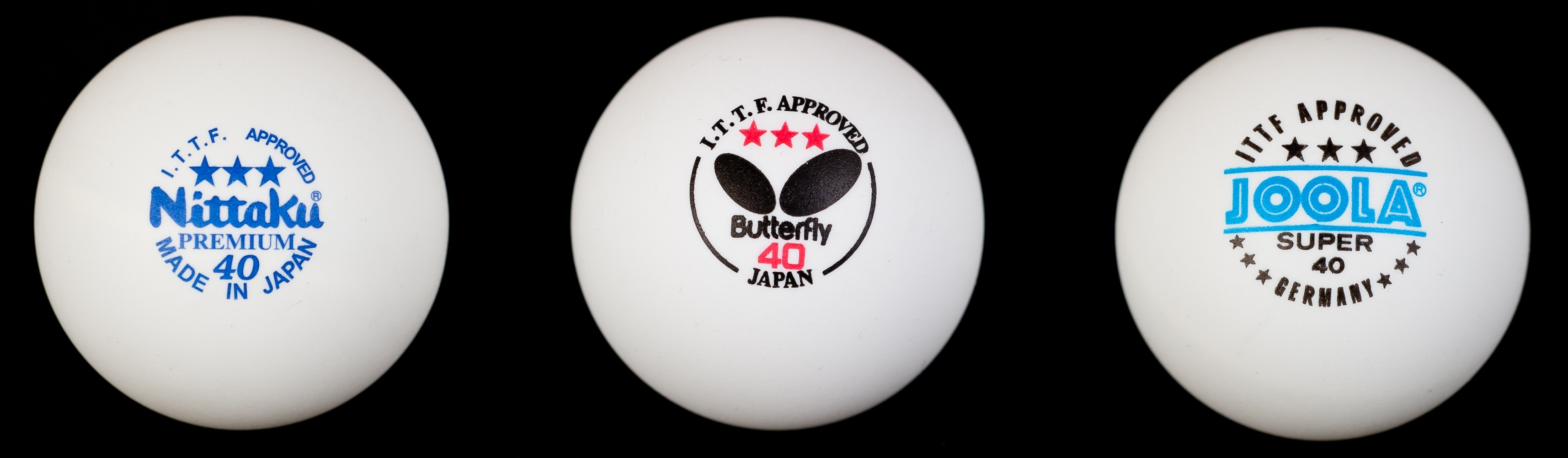
Palline da tennistavolo in celluloide

Celluloide è il nome commerciale di una serie di sostanze plastiche inventate nel 1869 da John Wesley Hyatt e ottenute da nitrocellulosa al 10-11% di azoto, plastificata con canfora. È anche chiamata nitrato di cellulosa.
Pur trattandosi di un materiale flessibile e resistente all'umidità, la celluloide è estremamente infiammabile, e ciò ne ha limitato fortemente l'impiego.
Nel 1887 il pastore episcopale Hannibal Williston Goodwin, da alcuni ritenuto erroneamente l'inventore della celluloide, ne brevettò l'impiego come supporto per le pellicole fotografiche. Si trattò di una rivoluzione nel campo della fotografia e rese possibile la nascita della cinematografia.
Nel 1909 il chimico francese Edouard Benedictus ne scoprì casualmente la possibilità d'impiego quale supporto per evitare la dispersione delle schegge di vetro in seguito a rotture accidentali. Da cui l'ideazione del vetro stratificato, detto "di sicurezza", inizialmente concepiti per la nascente industria automobilistica ma il cui primo impiego massiccio si ebbe soprattutto nella realizzazione degli occhiali per le maschere antigas, durante la Grande Guerra. L'impiego della celluloide proseguì anche nelle maschere della Seconda guerra mondiale quale l'italiana T35, i cui occhiali solo a distanza di decenni manifestano occasionalmente le alterazioni tipiche della celluloide invecchiata.
Nel 1938 l'ingegnere tedesco Konrad Zuse utilizzò il nastro di celluloide come interfaccia di comunicazione per il calcolatore Z1 di sua creazione, il primo computer programmabile della storia.
Dal 1954 tuttavia la celluloide non viene più usata per la fabbricazione di pellicole, proprio a causa della citata infiammabilità. È stata sostituita dal triacetato di cellulosa (non più usato) e, in seguito, dal poliestere (polietilene tereftalato) tuttora usato per la fabbricazione di pellicole cinematografiche.
Altri tipici impieghi della celluloide: montature di occhiali, giocattoli, articoli sanitari, penne stilografiche, oggetti per la casa e plettri per chitarre.

## Storia

### Nitrocellulosa
Le plastiche a base di nitrocellulosa sono leggermente antecedenti alla celluloide. Il collodio, inventato nel 1848 e utilizzato come medicazione per ferite ed emulsione per lastre fotografiche, viene essiccato fino a formare una pellicola simile alla celluloide.

### Alexander Parkes
La prima celluloide come materiale sfuso per la formatura di oggetti fu prodotta nel 1855 a Birmingham, in Inghilterra, da Alexander Parkes, che non riuscì mai a vedere la sua invenzione raggiungere la piena realizzazione, dopo che la sua azienda fallì a causa dei costi in crescita. Parkes brevettò la sua scoperta come Parkesine nel 1862 dopo aver realizzato un residuo solido rimasto dopo l'evaporazione del solvente dal collodio fotografico.
Parkes lo brevettò nello stesso anno come impermeabilizzante per indumenti. Successivamente presentò Parkesine all'Esposizione Internazionale del 1862 a Londra, dove gli venne assegnata una medaglia di bronzo per i suoi sforzi. L’introduzione della Parkesine è generalmente considerata come la nascita dell’industria della plastica. Era prodotta con cellulosa trattata con acido nitrico e un solvente. La società Parkesine cessò l'attività nel 1868. Le immagini di Parkesine sono conservate dalla Plastics Historical Society di Londra. È presente una targa sul muro del sito della Parkesine Works a Hackney, Londra.

### John Wesley Hyatt
Nel 1860, un americano, John Wesley Hyatt, acquisì il brevetto di Parkes e iniziò a sperimentare con il nitrato di cellulosa con l'intenzione di produrre palle da biliardo, che fino a quel momento erano realizzate in avorio. Usò stoffa, polvere d'avorio e gommalacca e il 6 aprile 1869 brevettò un metodo per coprire le palle da biliardo con l'aggiunta di collodio. Con l'assistenza di Peter Kinnear e altri investitori, Hyatt fondò la Albany Billiard Ball Company (1868–1986) ad Albany, New York, per fabbricare il prodotto. Nel 1870, John e suo fratello Isaiah brevettarono un processo per creare un "materiale simile al corno" con l'inclusione di nitrato di cellulosa e canfora. Alexander Parkes e Daniel Spill elencarono la canfora durante i loro primi esperimenti, chiamando la miscela risultante "xilonite", ma furono i fratelli Hyatt a riconoscere il valore della canfora e il suo uso come plastificante per il nitrato di cellulosa. Hanno usato il calore e la pressione per semplificare la produzione di questi composti. Isaiah Hyatt soprannominò il materiale "celluloide" nel 1872. Successivamente gli Hyatt trasferirono la loro azienda, poi chiamata Celluloid Manufacturing Company, a Newark, nel New Jersey.
Nel corso degli anni, celluloide è diventato il termine di uso comune utilizzato per questo tipo di plastica. Nel 1878 Hyatt riuscì a brevettare un processo per lo stampaggio a iniezione di materiali termoplastici, anche se ci vollero altri cinquant'anni prima che potesse essere realizzato commercialmente, e negli anni successivi la celluloide fu utilizzata come base per la pellicola fotografica.

### Imitazione dell'avorio
Lo sviluppo della celluloide fu in parte stimolato dal desiderio di ridurre la dipendenza dall'avorio, con le sue carenze causate dalla caccia eccessiva. Un'invenzione del 1883 permise ai produttori di celluloide di imitare la caratteristica grana dell'avorio, e alla fine del XIX secolo la celluloide fu commercializzata come sostituto dell'avorio più leggero (e tre volte più economico) con i nomi "Ivarine", "Ivaleur", "Avorio francese", "Avorio parigino", "Avorio granulato" e "Avorio Pyralin".

### Daniel Spill e le controversie legali
L'inventore inglese Daniel Spill aveva lavorato con Parkes e formato la Xylonite Co. per rilevare i brevetti di Parkes, descrivendo i nuovi prodotti in plastica come Xylonite. Fece eccezione alle affermazioni degli Hyatt e perseguì i fratelli in una serie di cause legali tra il 1877 e il 1884. Inizialmente il giudice si dichiarò a favore di Spill, ma alla fine venne stabilito che nessuna delle parti aveva un diritto esclusivo e che il vero inventore della celluloide/xylonite era Alexander Parkes, in base alla sua menzione della canfora nei suoi precedenti esperimenti e brevetti. Il giudice stabilì che tutta la produzione di celluloide poteva continuare sia nella British Xylonite Company di Spill che nella Celluloid Manufacturing Company di Hyatt.
L'uso principale era nell'industria cinematografica e fotografica, che utilizzava solo pellicole di celluloide prima dell'adozione della pellicola di sicurezza in acetato negli anni '50. La celluloide è altamente infiammabile, difficile e costosa da produrre e non è più ampiamente utilizzata.

## Fotografia
Il fotografo inglese John Carbutt fondò la Keystone Dry Plate Works nel 1879 con l'intenzione di produrre lastre secche di gelatina. La Celluloid Manufacturing Company è stata incaricata di occuparsi di questo lavoro, che è stato eseguito tagliando sottili strati di blocchi di celluloide e quindi rimuovendo i segni delle fette con piastre di pressione riscaldate. Successivamente le strisce di celluloide sono state rivestite con un'emulsione di gelatina fotosensibile. Non è certo lo stesso tempo che impiegò Carbutt per standardizzare il suo processo, ma ciò avvenne non più tardi del 1888. Un foglio di pellicola di Carbutt largo 15 pollici (380 mm) fu utilizzato da William Dickson per i primi esperimenti cinematografici di Edison su un tamburo cilindrico Kinetoscopio. Tuttavia, la base della pellicola di celluloide prodotta in questo modo era ancora considerata troppo rigida per le esigenze della fotografia cinematografica.
Nel 1889 furono sviluppate celluloidi più flessibili per pellicole fotografiche e sia Hannibal Goodwin che la Eastman Kodak Company ottennero brevetti per un prodotto cinematografico. (Ansco, che acquistò il brevetto di Goodwin dopo la sua morte, alla fine riuscì a vincere una causa per violazione di brevetto contro Kodak). Questa capacità di produrre immagini fotografiche su un materiale flessibile (in contrapposizione a una lastra di vetro o metallo) è stato un passo cruciale per rendere possibile l'avvento del cinema.

## Utilizzo
La maggior parte delle pellicole cinematografiche e fotografiche prima del diffuso passaggio alle pellicole in acetato negli anni '50 erano realizzate in celluloide. La sua elevata infiammabilità era leggendaria poiché si auto-infiamma se esposto a temperature superiori a 150 °C davanti al raggio caldo di un proiettore cinematografico. Mentre la pellicola di celluloide era lo standard per le produzioni teatrali da 35 mm fino al 1950 circa, le pellicole cinematografiche per uso amatoriale, come le quelle da 16 mm e 8 mm, erano su una "base di sicurezza" di acetato, almeno negli Stati Uniti.

La celluloide era utile per produrre gioielli più economici, portagioielli, accessori per capelli e molti articoli che in precedenza sarebbero stati realizzati in avorio, corno o altri costosi prodotti derivati da animali. In queste applicazioni veniva spesso chiamato "Ivorine" o "Avorio francese", dal nome di una forma di celluloide sviluppata in Francia con linee di grana fatte per assomigliare all'avorio. Veniva utilizzato anche per set da toeletta, bambole, cornici, ciondoli, spille per cappelli, bottoni, fibbie, parti di strumenti a corda, fisarmoniche, penne stilografiche, manici di posate e articoli da cucina. Lo svantaggio principale del materiale era l'infiammabilità. Fu presto superato dalla bachelite e dalla Catalin (un marchio per un polimero termoindurente sviluppato e registrato nel 1927 dall'American Catalin Corporation di New York City, quando il brevetto sulla bachelite scadde quell'anno). Le bambole misirizzi sovietiche venivano prodotte in celluloide fino al 1996 in impianti di polvere da sparo, mentre le palline da ping pong erano fatte di quel materiale fino al 2014. 
"Parker Brothers... ha realizzato alcune versioni [di diabolo] in celluloide cava, che, a causa delle sue proprietà di 'assenza di attrito', ruotava anche più velocemente dell'acciaio."
Gli orologi da scaffale e altri mobili erano spesso ricoperti di celluloide in modo simile all'impiallacciatura. Questa celluloide fu stampata per assomigliare a legni costosi o materiali come marmo o granito. La società di orologi Seth Thomas acquistò i diritti per il suo utilizzo come rivestimento durevole dalla Celluloid Manufacturing Company nel settembre 1880 e lo commercializzò come "Adamantine". La celluloide permise agli orologiai di realizzare il tipico stile tardo vittoriano dell'orologio da mensola nero in modo tale che la cassa di legno sembrava essere di marmo nero, e i vari pilastri e altri elementi decorativi della cassa sembravano pietre semipreziose.
La celluloide era anche un materiale popolare nella costruzione dei regoli calcolatori. Veniva utilizzata principalmente per rivestire le facce dei regoli calcolatori in legno, come nei primi regoli Faber-Castell, così come le parti terminali del cursore, come nei regoli Keuffel and Esser (una società americana di strumenti e forniture per il disegno fondata nel 1867 dagli immigrati tedeschi Wilhelm JD Keuffel e Hermann Esser).
La celluloide rimane in uso per gli strumenti musicali, in particolare fisarmoniche e chitarre. È molto robusta e facile da modellare in forme difficili, e ha ottime prestazioni acustiche come copertura per infissi in legno poiché non ostruisce i pori naturali del legno. Gli strumenti rivestiti in celluloide si riconoscono facilmente per la tipica fiammatura simile alla madreperla. Pannelli di celluloide di grosso spessore vengono cotti a bagnomaria che li trasforma in una sostanza simile alla pelle. I pannelli vengono poi girati su uno stampo e lasciati indurire per un massimo di tre mesi.

## Formulazione
Una tipica formulazione di celluloide potrebbe contenere da 70 a 80 parti di nitrocellulosa, nitrato all'11% di azoto, 30 parti di canfora, da 0 a 14 parti di colorante, da 1 a 5 parti di alcol etilico, oltre a stabilizzanti e altri agenti per aumentare la stabilità e ridurre l'infiammabilità.

## Produzione
La celluloide è composta da una miscela di sostanze chimiche come nitrocellulosa, canfora, alcool, nonché coloranti e riempitivi a seconda del prodotto desiderato. Il primo passo è trasformare la cellulosa grezza in nitrocellulosa conducendo una reazione di nitrazione. Ciò si ottiene esponendo le fibre di cellulosa ad una soluzione acquosa di acido nitrico; i gruppi ossidrile (-OH) verranno poi sostituiti con gruppi nitrato (-ONO2) sulla catena della cellulosa. La reazione può produrre prodotti misti, a seconda del grado di sostituzione dell'azoto, o della percentuale di contenuto di azoto su ciascuna molecola di cellulosa; il nitrato di cellulosa ha 2,8 molecole di azoto per molecola di cellulosa. È stato stabilito che nella reazione doveva essere utilizzato anche l'acido solforico per catalizzare innanzitutto i gruppi dell'acido nitrico in modo da poter consentire la sostituzione sulla cellulosa e, in secondo luogo, consentire ai gruppi di attaccarsi facilmente e uniformemente alla fibre, creando una nitrocellulosa di migliore qualità. Il prodotto deve quindi essere risciacquato per lavare via eventuali acidi liberi che non hanno reagito con le fibre, asciugato e impastato. Durante questo periodo viene aggiunta una soluzione al 50% di canfora in alcool, che trasforma poi la struttura macromolecolare della nitrocellulosa in un gel omogeneo di nitrocellulosa e canfora. La struttura chimica non è ben compresa, ma è accertato che si tratta di una molecola di canfora per ogni unità di glucosio. Dopo la miscelazione, la massa viene pressata in blocchi ad alta pressione e quindi fabbricata per il suo utilizzo specifico.
La nitrazione della cellulosa è un processo estremamente infiammabile in cui anche le esplosioni nelle fabbriche non sono rare. Molte fabbriche di celluloide occidentali hanno chiuso dopo pericolose esplosioni e solo due fabbriche in Cina sono rimaste in attività.

## Pericoli ambientali

### Deterioramento
Esistono molte fonti di deterioramento nella celluloide, come termico, chimico, fotochimico e fisico. Il difetto più intrinseco è che, man mano che la celluloide invecchia, le molecole di canfora vengono "spremute" fuori dalla massa a causa della pressione insostenibile utilizzata nella produzione. Questa pressione fa sì che le molecole di nitrocellulosa si leghino tra loro o si cristallizzino, e ciò fa sì che le molecole di canfora vengano espulse dal materiale. Una volta esposta all'ambiente, la canfora può subire sublimazione a temperatura ambiente e la plastica si trasforma in fragile nitrocellulosa. Inoltre, con l'esposizione al calore eccessivo, i gruppi nitrato possono rompersi ed esporre all'aria gas di azoto, come il protossido di azoto e ossido nitrico.
Un altro fattore che può causare ciò è l'eccesso di umidità, che può accelerare il deterioramento della nitrocellulosa con la presenza di gruppi nitrato, appena frammentati dal calore o ancora intrappolati come acido libero dalla produzione. Entrambe queste fonti consentono l'accumulo di acido nitrico. Un'altra forma di deterioramento, il deterioramento fotochimico, è grave nella celluloide perché assorbe bene la luce ultravioletta. La luce assorbita porta alla rottura e all'irrigidimento della catena.
Tra i collezionisti di antiquariato, il deterioramento della celluloide è generalmente noto come "marciume della celluloide" (celluloid rot). I processi chimici coinvolti non sono perfettamente compresi, ma è opinione diffusa che i gas rilasciati da un pezzo sottoposto a celluloid rot possano innescare la putrefazione negli articoli di celluloide che erano precedentemente intatti.

## Galleria d'immagini

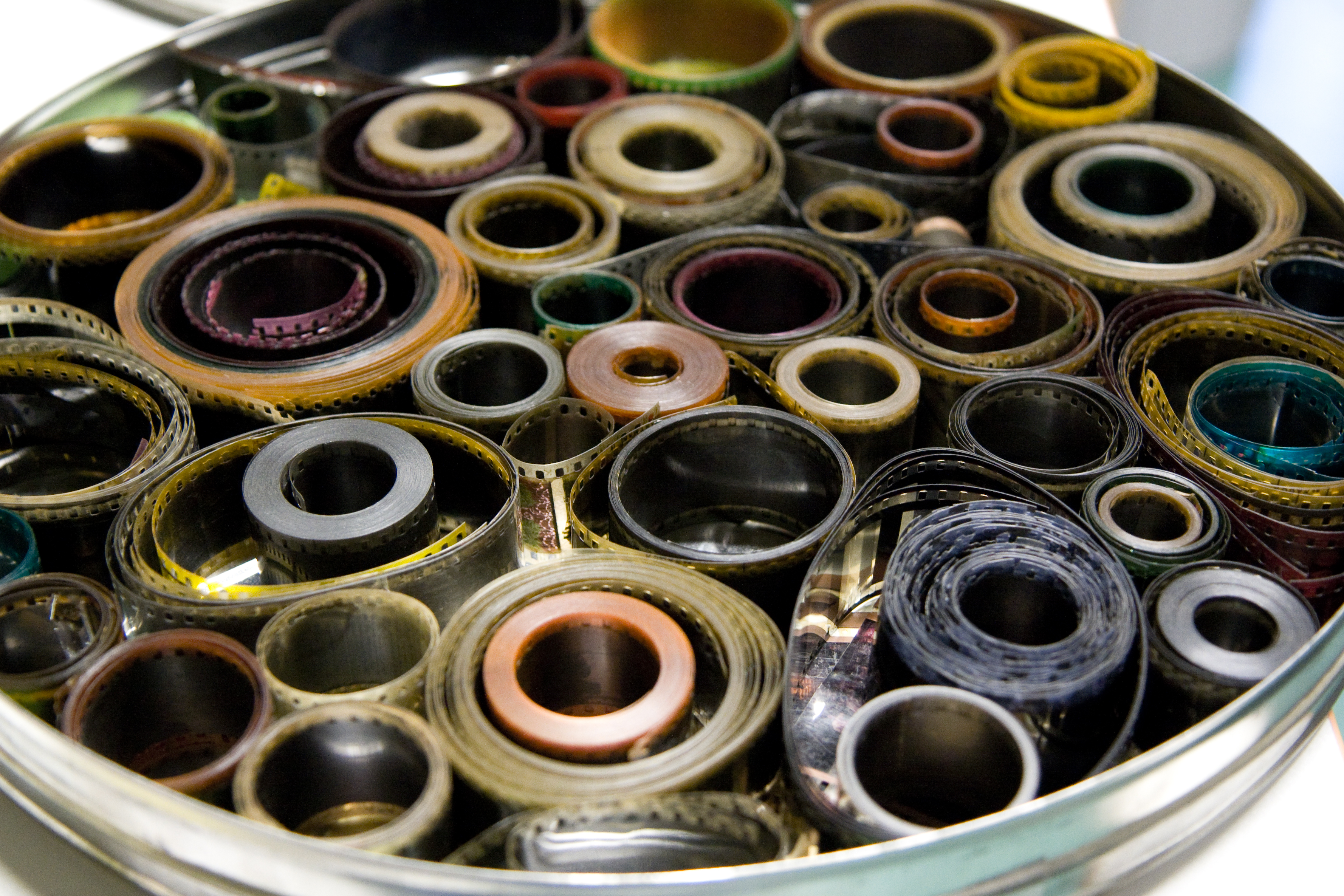
Vecchi rullini di celluloide
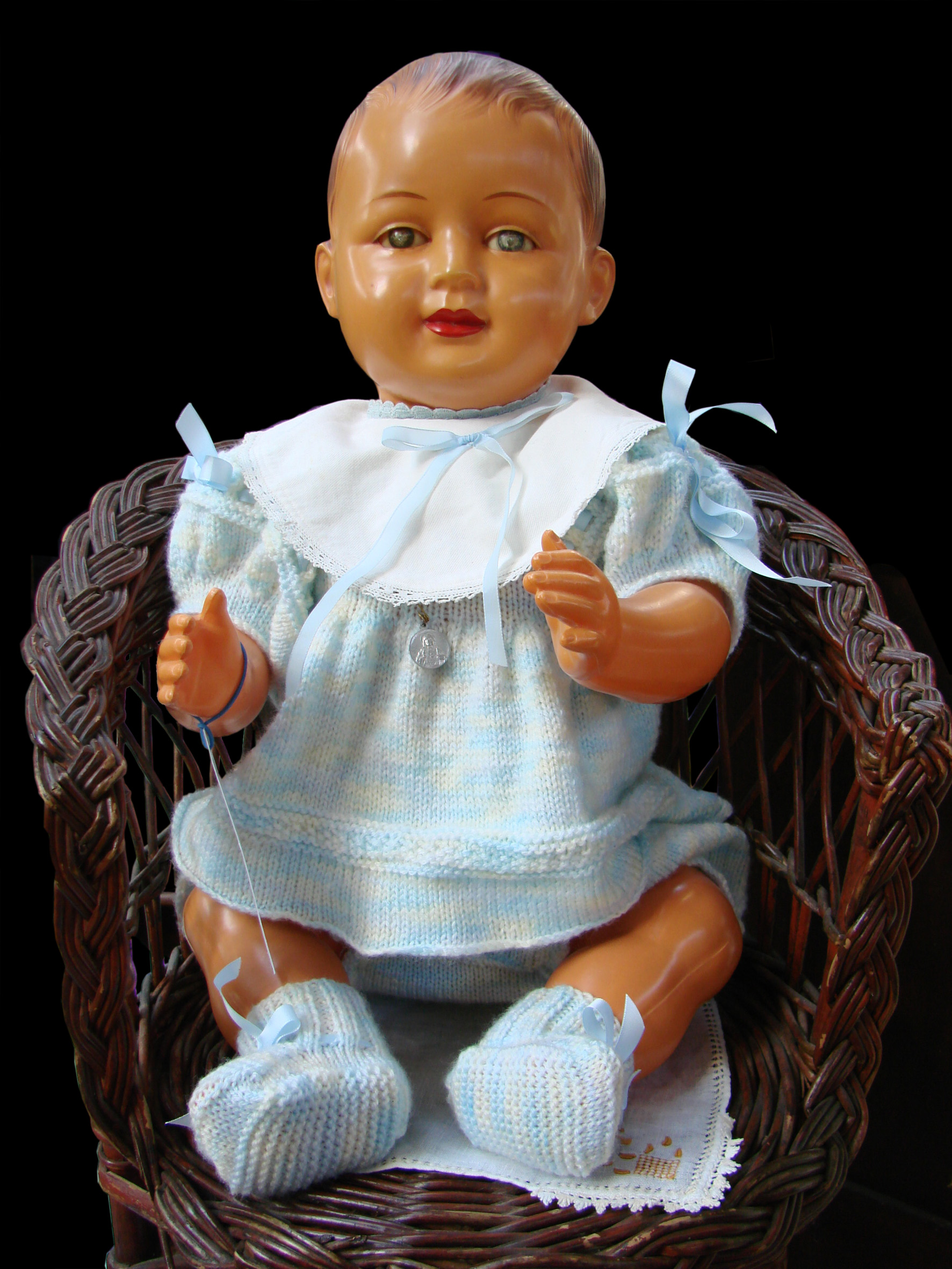
Una bambola antica in celluloide
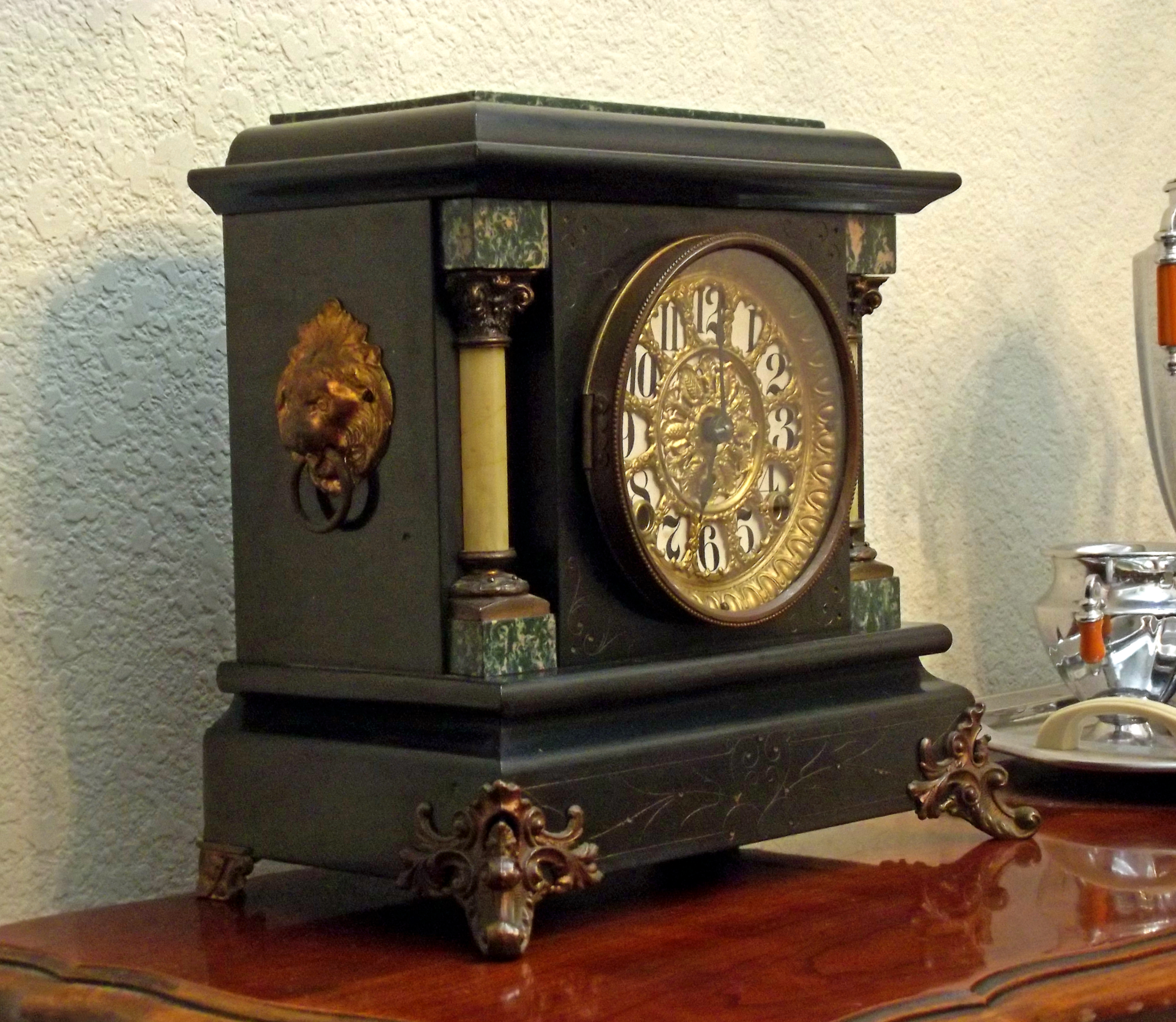
Un orologio da caminetto nero di Seth Thomas, tipico stile americano della fine del XIX secolo. La "serpentina" e la "pietra" dei pilastri sono realizzate in celluloide incollata su legno.
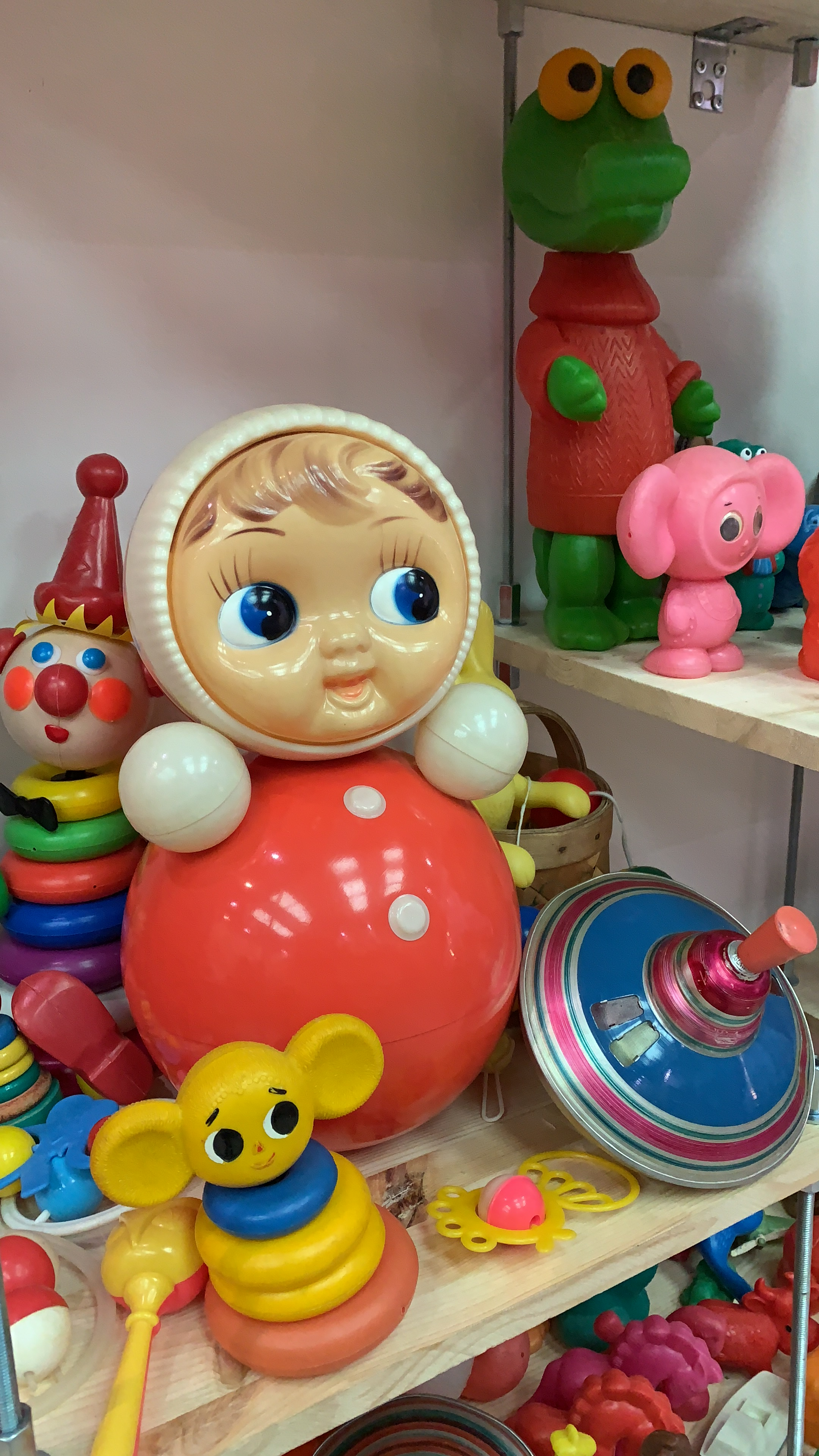
Una bambola misirizzi della tarda Unione Sovietica in celluloide
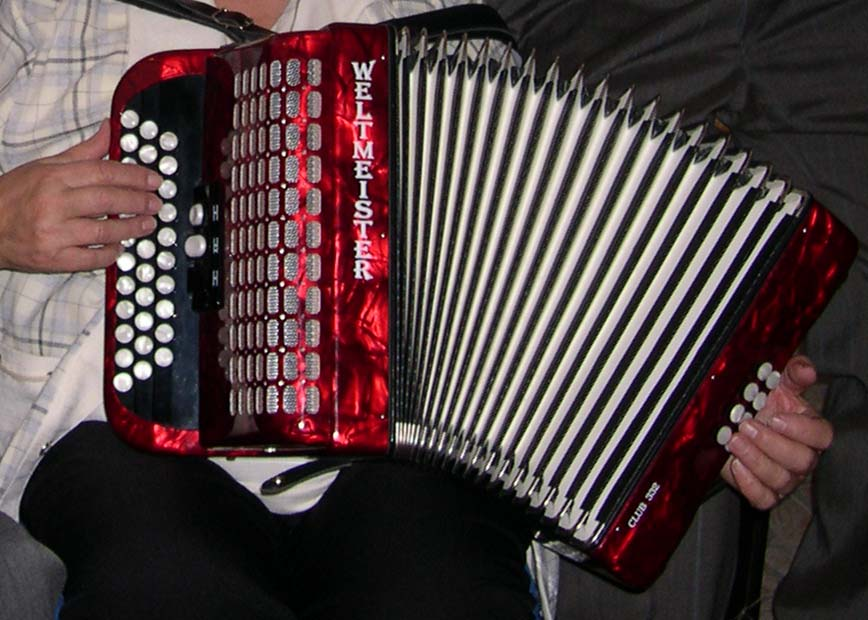
Motivo fiammeggiante in celluloide su fisarmonica
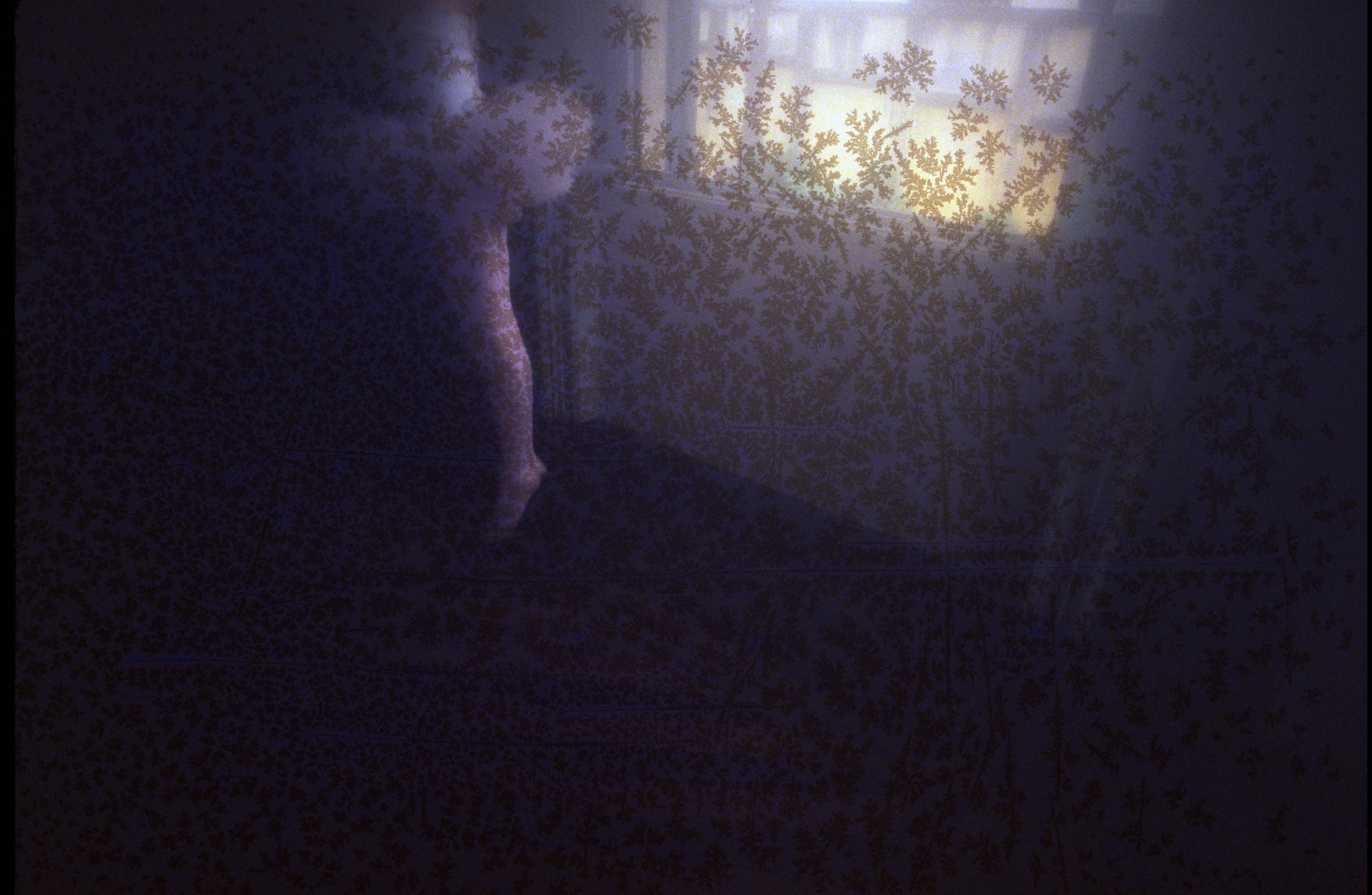
Una diapositiva fotografica danneggiata da funghi